# Jura-Museum
Das Jura-Museum Eichstätt ist ein auf der Willibaldsburg über dem Altmühltal gelegenes Naturkundemuseum, das zum Verbund der Staatlichen Naturwissenschaftlichen Sammlungen Bayerns gehört. Trägerin des Museum ist die Stiftung der Katholischen Universität Eichstätt-Ingolstadt. Besondere Bekanntheit genießt das Museum aufgrund der ausgestellten Fossilien-Sammlung, darunter auch ein Exemplar des Archaeopteryx.

## Geschichte
Das Museum wurde 1976 eröffnet. Einer der Gründer des Museums war der Eichstätter Professor Franz Xaver Mayr, der 1974 starb und dessen Eröffnung nicht mehr erlebte. Einst waren die Fossilien als Lehrsammlung für die Ausbildung von Theologen angelegt. Unter der Leitung von Günter Viohl (von der Eröffnung im Jahr 1976 bis 2003) erreichte das Museum jährliche Besucherzahlen bis über 120.000 Besucher. Von 2003 bis 2019 leitete Martina Kölbl-Ebert das Museum.
Rechtsträger des Jura-Museums war bis zum 30. Juni 2019 das Bischöfliche Priesterseminar St. Willibald in Eichstätt. Der Freistaat Bayern kam bis 2018 für etwa 80 Prozent der Kosten auf. Das Priesterseminar erhielt den Hauptteil der Eintrittsgelder; allerdings gingen die Besucherzahlen von 90.000 im Jahr 2000 auf 43.000 im Jahr 2017 zurück. Im April 2017 kündigte das Bischöfliche Priesterseminar mit Hinweis auf die Finanzlage des Bistums Eichstätt an, die Trägerschaft für das Museum abgeben zu wollen.
Neue Trägerin des Jura-Museums ist seit dem 1. Juli 2019 die Stiftung der Katholischen Universität Eichstätt-Ingolstadt. Das Eichstätter Priesterseminar stellt weiterhin seine naturwissenschaftliche Sammlung zur Verfügung. Die Universität will die eigene Forschung und Lehre mit dem Museum verknüpfen und das Ausstellungskonzept überarbeiten.
Ab dem 1. Januar 2019 war das Museum wegen Sanierungsarbeiten geschlossen. Es wurde am 9. Januar 2020 wiedereröffnet; die Umbau- und Sanierungsarbeiten werden aber weiterhin andauern. Die Paläontologische Gesellschaft kürte den Archaeopteryx angesichts der Wiedereröffnung des Museums zum Fossil des Jahres 2020.
Kommissarischer wissenschaftlicher Leiter war vom 1. September 2019 bis Ende Januar 2020 Alexander Nützel. Am 1. Februar 2020 übernahm Christina Ifrim die wissenschaftliche Leitung.

## Ausstellung
Der Schwerpunkt der Ausstellungen liegt auf den Fossilien der Solnhofener Plattenkalke, deren Entstehung auf eine tropische Riff- und Lagunenlandschaft des Jura zurückgeht. Unter den zahlreichen, sehr gut erhaltenen Fossilien befindet sich auch ein Original des bisher nur in zwölf Exemplaren bekannten Urvogels Archaeopteryx, dem ein eigener Ausstellungsraum mit weiteren Exponaten zum Thema Flug gewidmet ist. Ausgestellt ist auch ein sogenannter heiliger Vogel des Konfuzius. Außerdem ist u. a. auch das weltweit einzige Exemplar eines Juravenator ausgestellt.
Schauaquarien ermöglichen den Vergleich der Fossilien mit lebenden Tieren; es werden echte lebende Fossilien wie Perlboote (Nautilus), Pfeilschwanzkrebse und Knochenhechte gezeigt. Eines der Aquarien beherbergt das größte Korallenriff Bayerns.

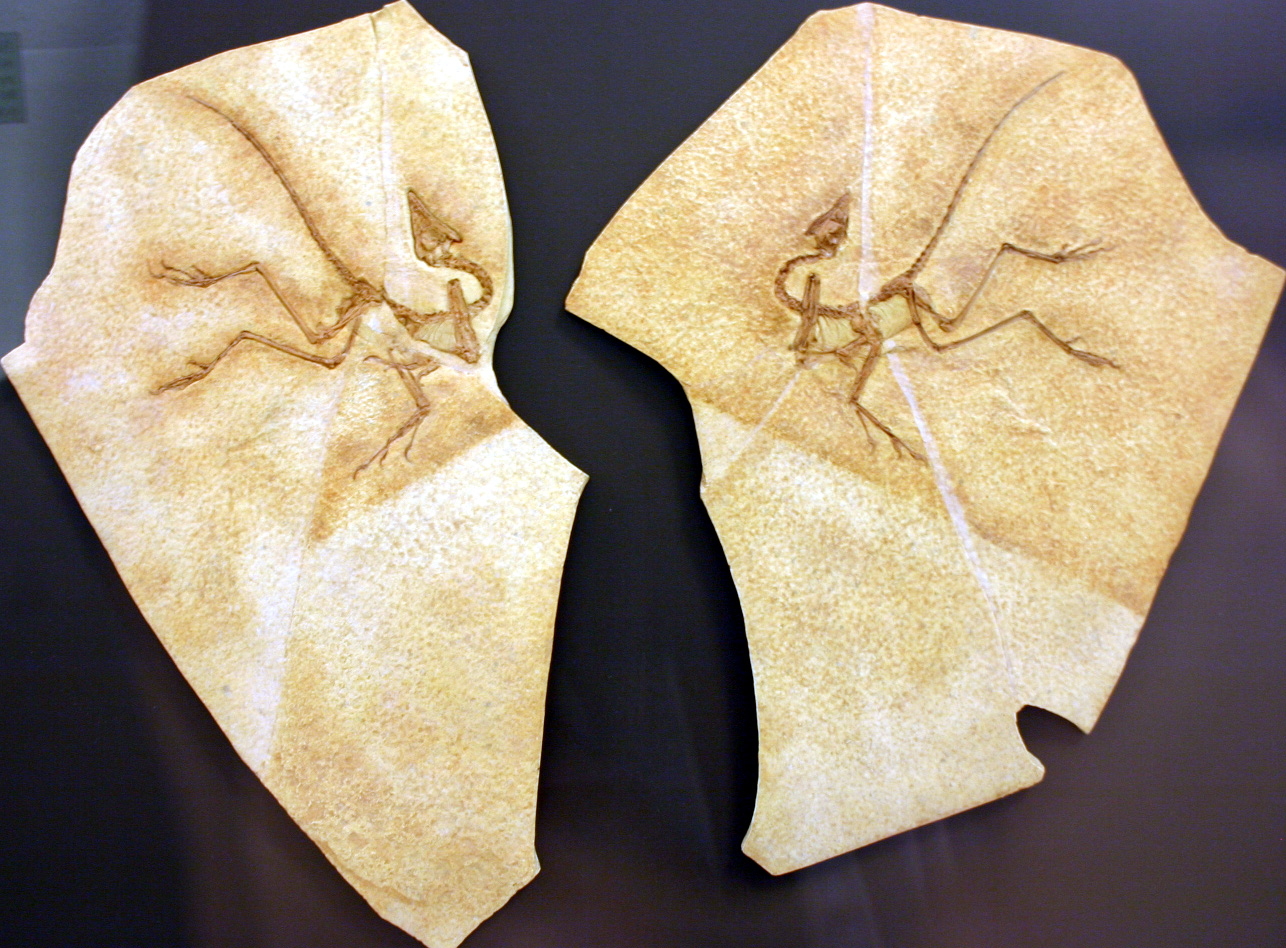
Das Eichstätter Exemplar des Archaeopteryx
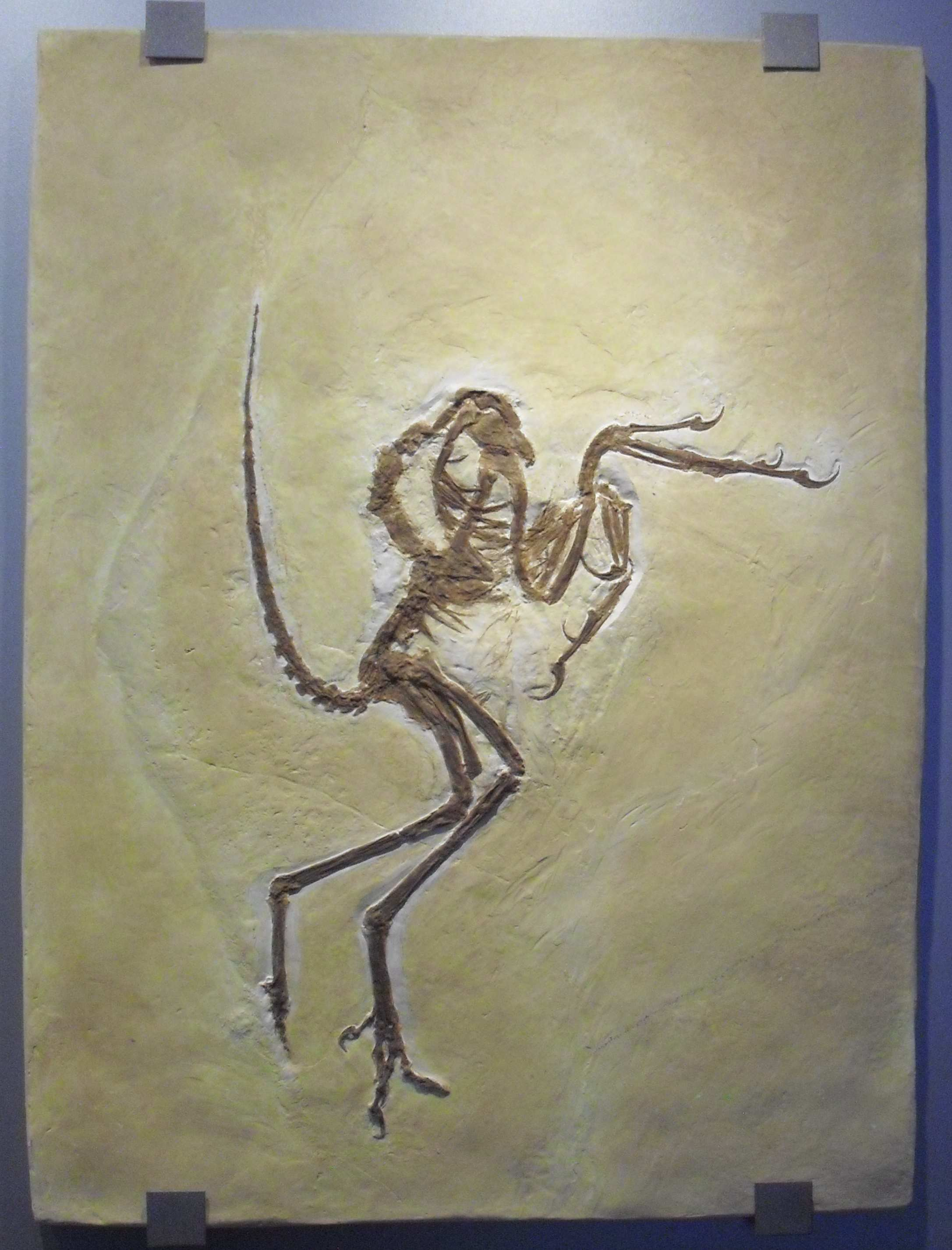
Wellnhoferia, eigene Gattung (ursprünglich als Archaeopteryx beschrieben)
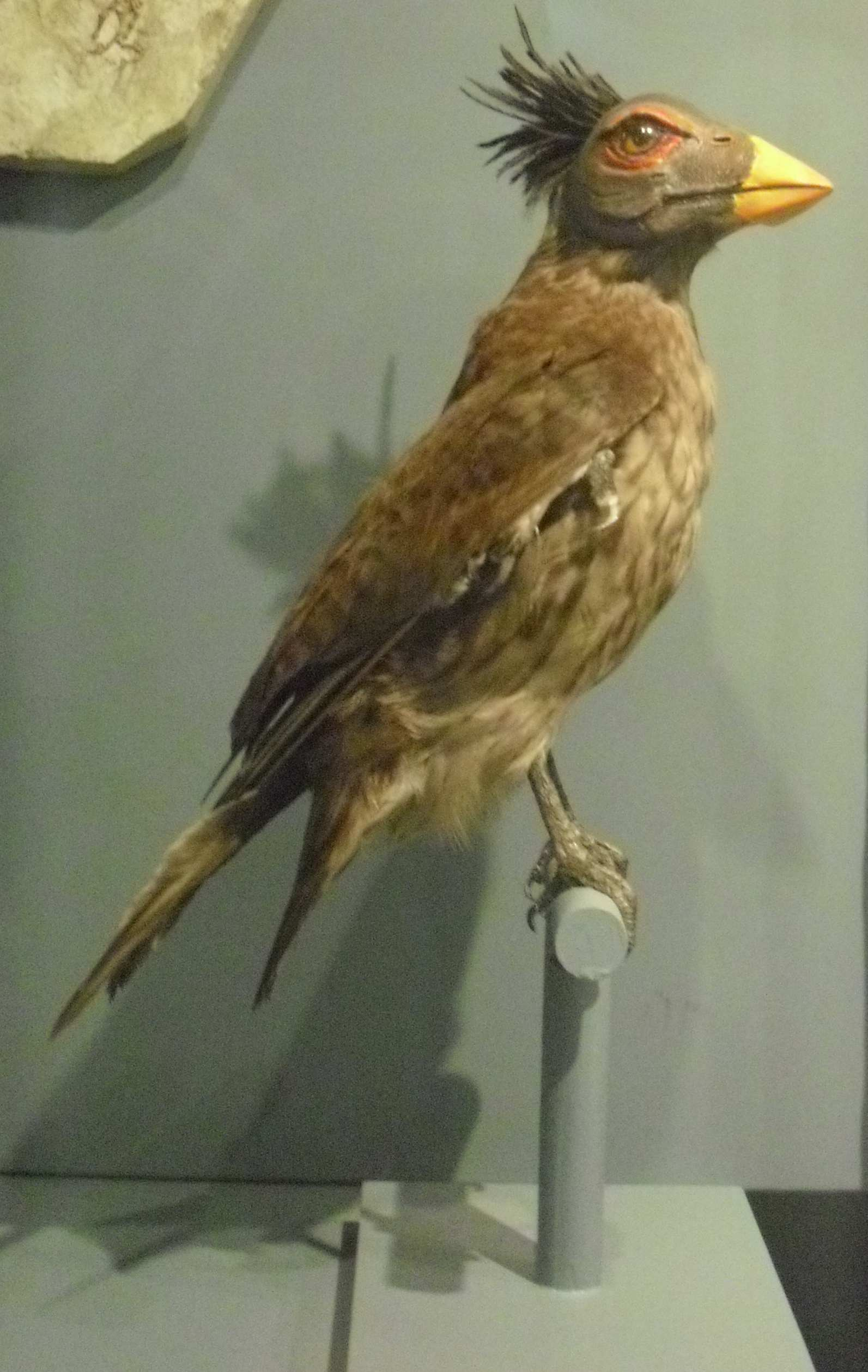
Confuciusornis sanctus, Unterkreide, Lebendrekonstruktion
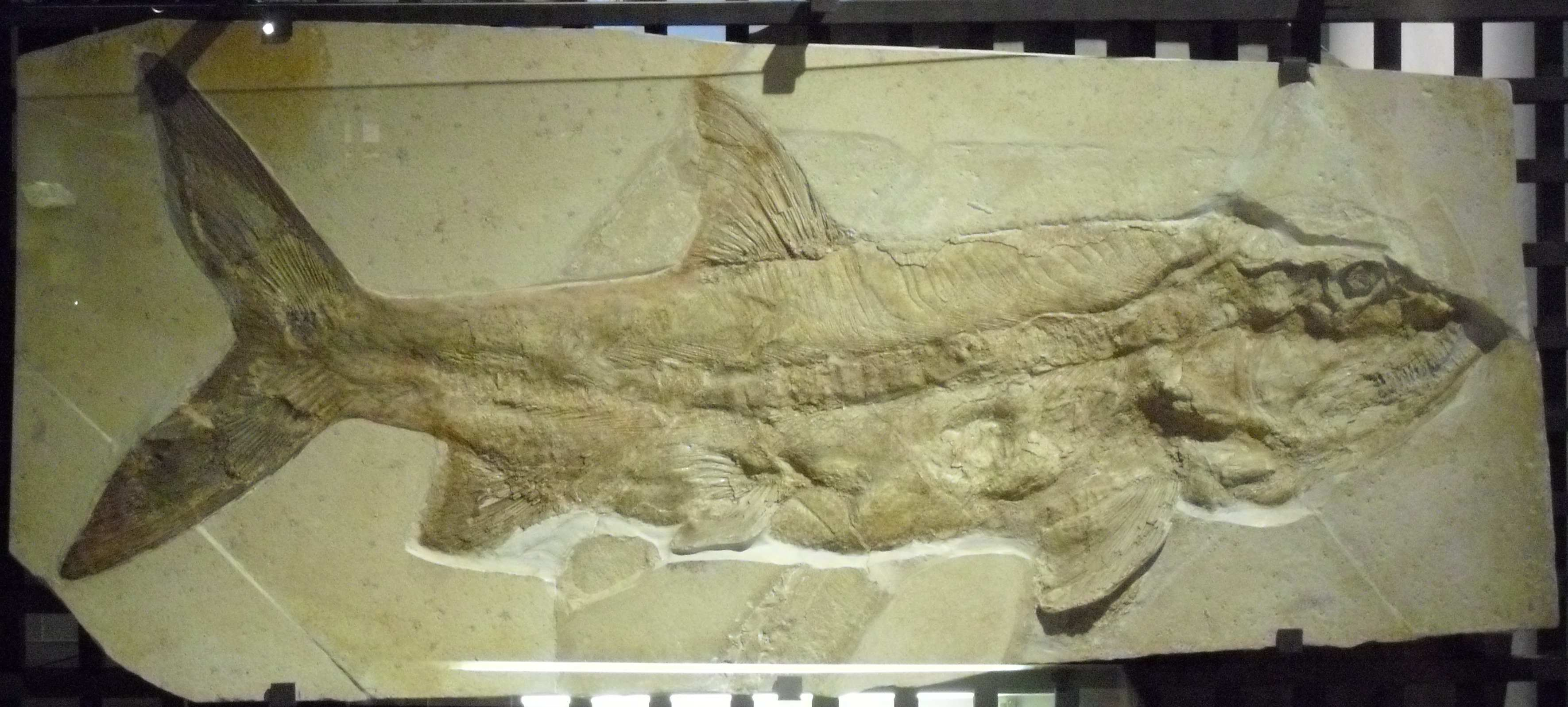
Caturus giganteus, oberer Jura, einer der größten Raubfische der Solnhofener Plattenkalke
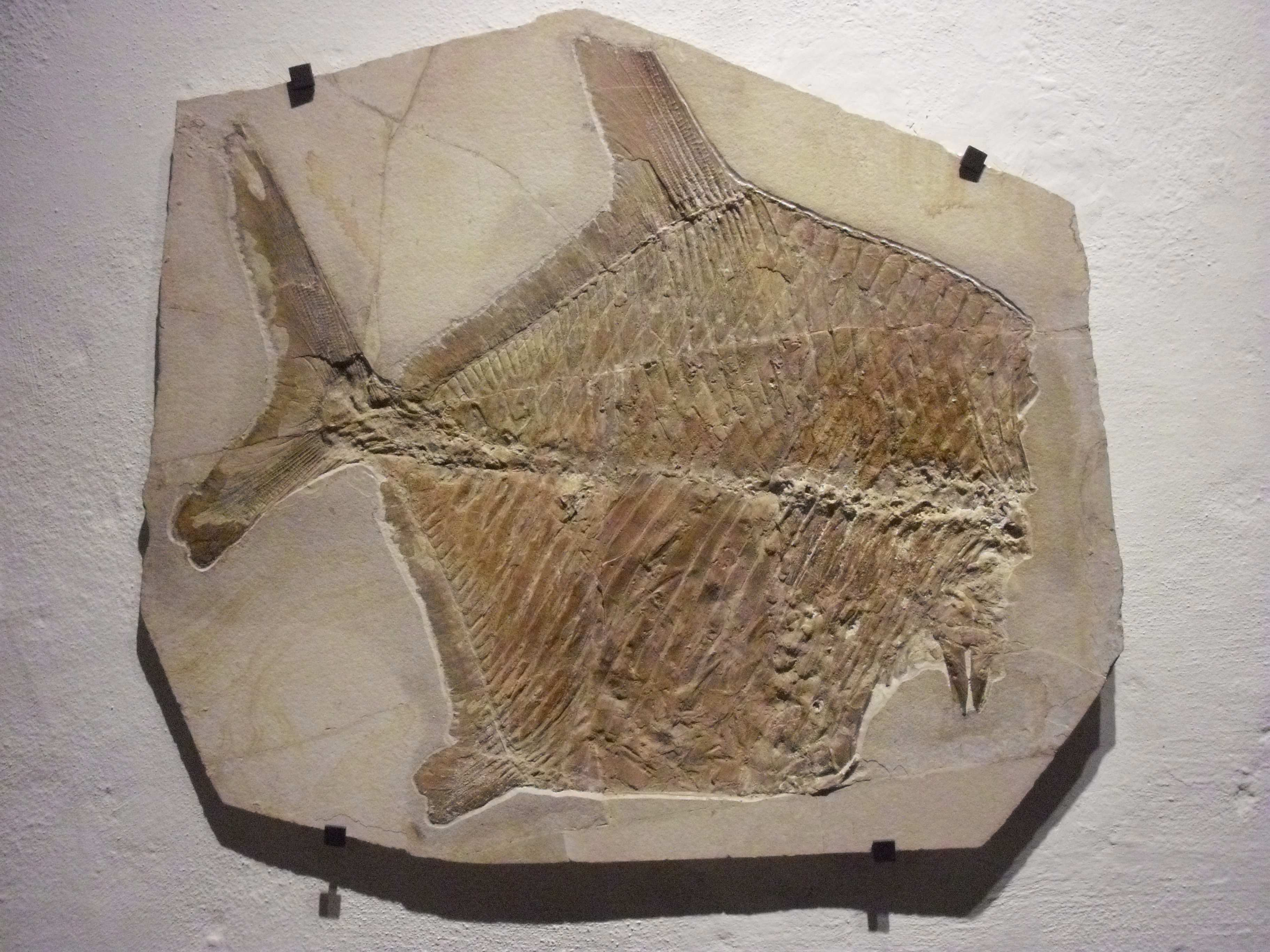
Gyrodus circularis, Rifffisch aus dem oberen Jura
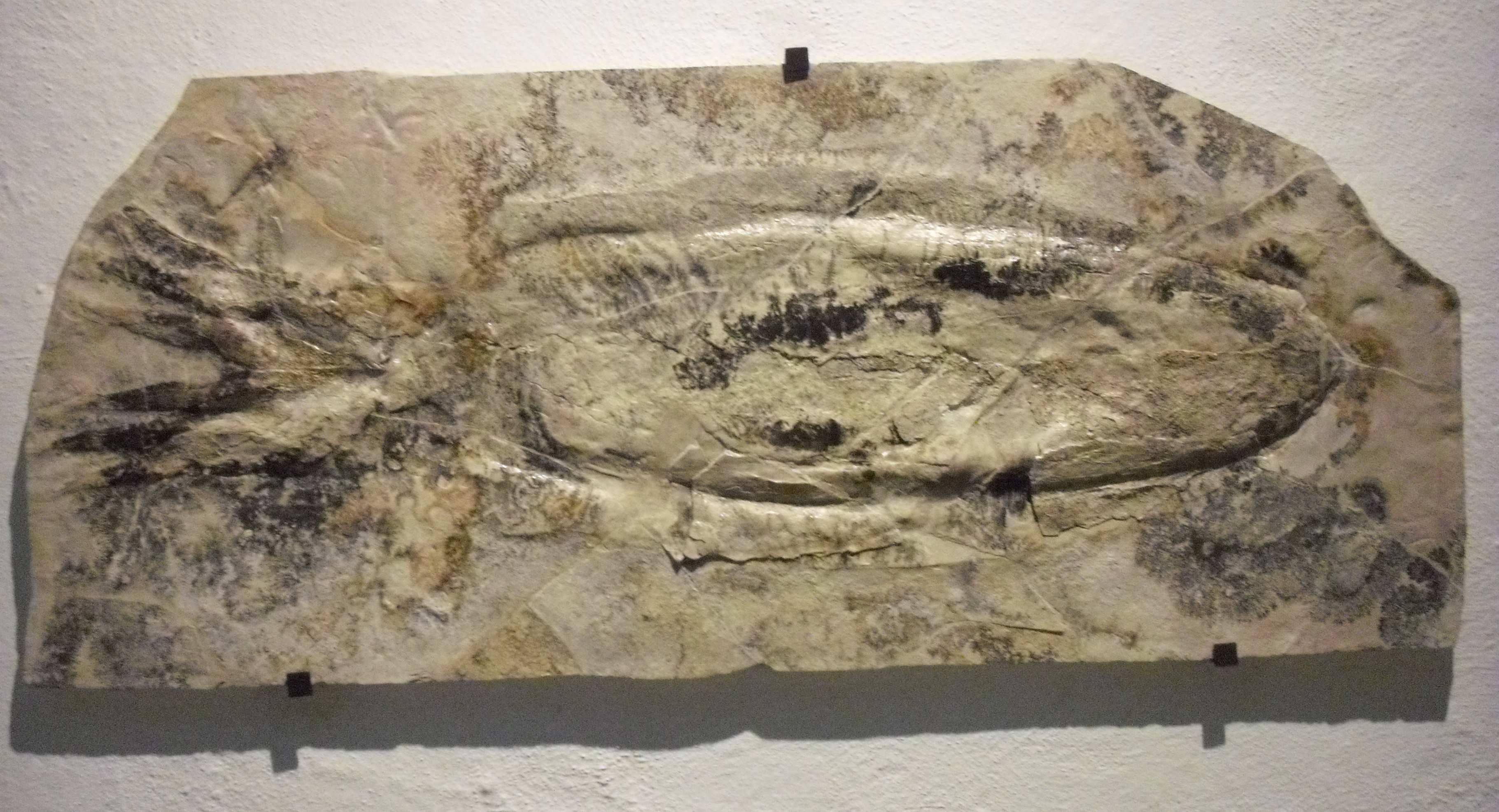
Leptoteuthis gigas, Tintenfisch aus dem Untertithonium mit Weichteilabdrücken
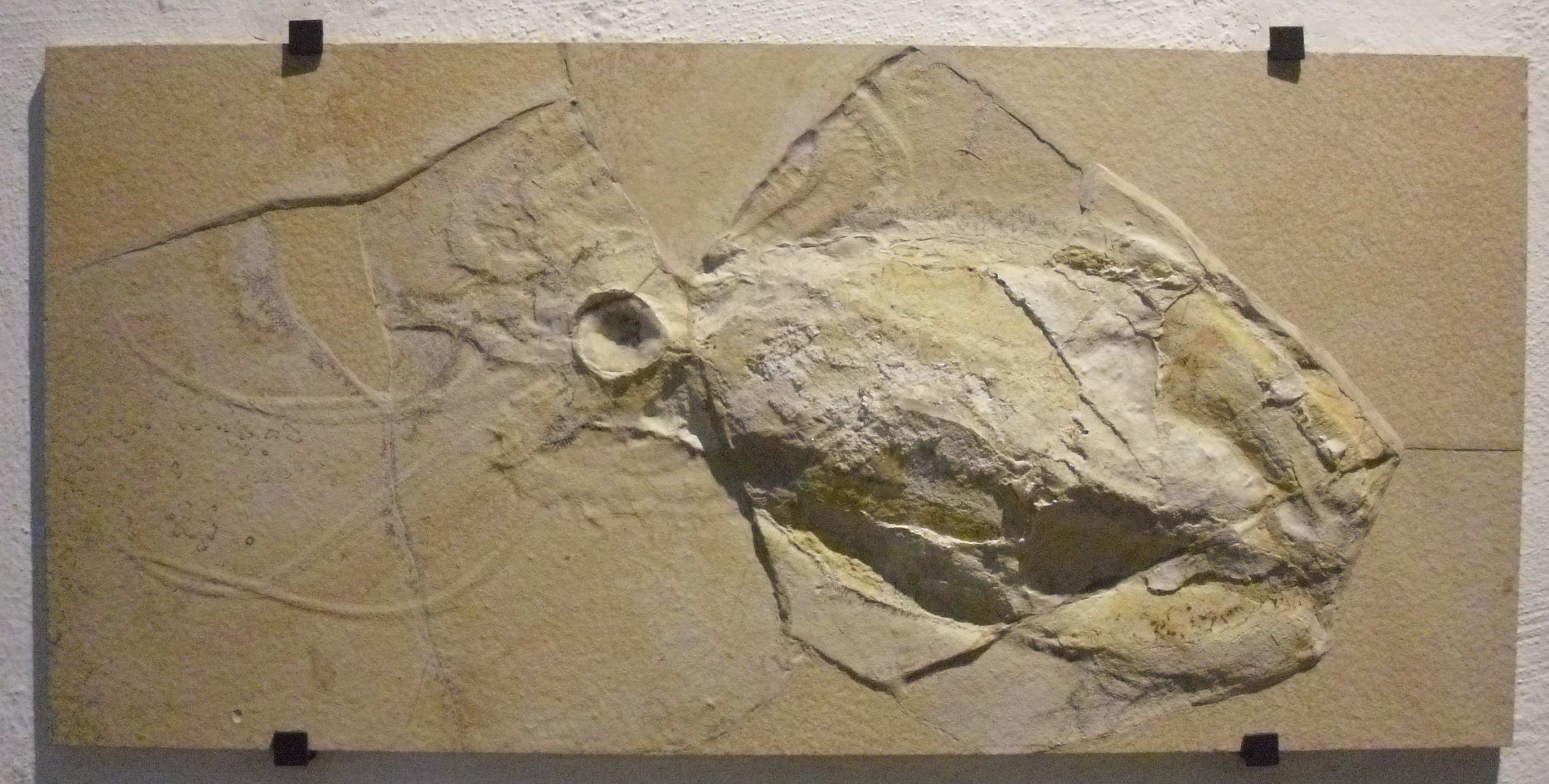
Trachyteuthis hastiformis, Tintenfisch aus dem Untertithonium mit Fangarmen
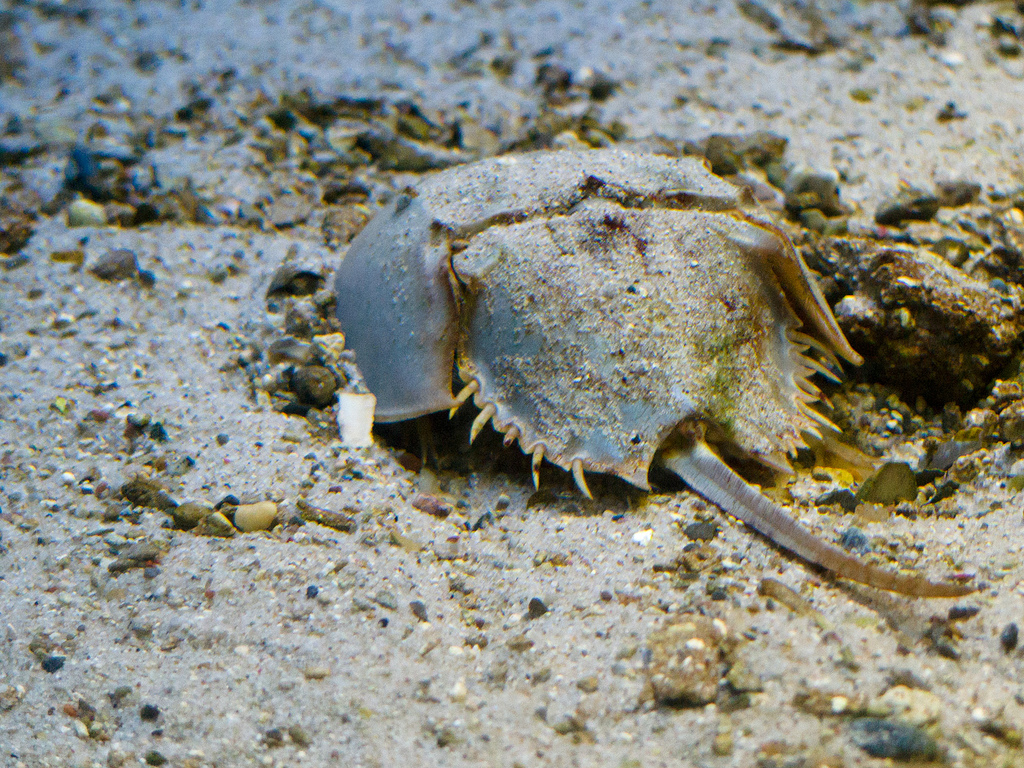
Pfeilschwanzkrebs im Aquarium